# Криница (Львовская область)
Криница (укр. Криниця) — село в Николаевской городской общине Стрыйского района Львовской области Украины.
Население по переписи 2001 года составляло 1082 человека. Занимает площадь 1,8 км². Почтовый индекс — 81643. Телефонный код — 3241.